# Halina Bucka
Halina Bucka (ur. 25 lipca 1931 w Kalwarii Zebrzydowskiej, zm. 8 marca 2017) – polska botaniczka specjalizująca się w fykologii.

## Kariera
Po ukończeniu nauki w liceum w Kalwarii Zebrzydowskiej w latach 1951–1956 studiowała na Wydziale Biologii i Nauk o Ziemi Uniwersytetu Jagiellońskiego. Tuż przed obroną pracy magisterskiej została zatrudniona jako asystent w Zakładzie Biologii Stawów Polskiej Akademii Nauk, który z czasem został przekształcony w Zakład Biologii Wód im. Karola Starmacha PAN. Stopnie naukowe przyznawał jej Wydział Biologii i Nauk o Ziemi UJ. Były to: doktorat w 1966 roku oraz habilitacja w 1988. W 1989 awansowała na stanowisko docenta, a w 1994 dostała tytuł profesora. Tytuł jej pracy magisterskiej to „Rodzaj Euglena w stawach poregulacyjnych nad Wisłą (Pychowice”, doktorskiej „Zbiorowiska planktonowe w stawach rybnych zespołu Ochaby”, a habilitacyjnej „Ecological aspects of the mass appearance of planktonic algae in dam reservoirs of southern Poland.”
W latach 60. odbywała staże w Stanach Zjednoczonych i Wielkiej Brytanii, a w następnych w Holandii, Czechach, Norwegii i kolejny raz w Stanach Zjednoczonych. W Polsce badała zanieczyszczenia wód, zwłaszcza w zlewni górnej Wisły. Wykorzystywała do tego testy glonowe, co wówczas było w Polsce nowatorskie. Następnie badała wpływ trofii wód na rozwój fitoplanktonu, w tym zakwity wód. Ponadto zajmowała się plastycznością fenotypową glonów planktonowych i ich taksonomią. Opisała dwa nowe taksony glonów: Didymocystis polonica oraz Dicellula planctonica f. simplicior. Jest to oznaczane w nazwie naukowej taksonu jej nieskróconym nazwiskiem (Bucka).
Oprócz pracy w PAN prowadziła szkolenia i zajęcia dla studentów, głównie Uniwersytetu Jagiellońskiego i krakowskiej Akademii Rolniczej. Była zastępczynią redaktora naczelnego pisma Acta Hydrobiologica.

## Członkostwo
- Polskie Towarzystwo Hydrobiologiczne[2]
- Societas Internationalis Limnologiae[2]
- Polskie Towarzystwo Botaniczne (sekcja fykologiczna)[2]
- Polskie Towarzystwo Fykologiczne (członkini honorowa)[2]